# Електрохімічний еквівалент
Еле́ктрохімі́чний еквівале́нт речовини́ — це маса речовини, яка зазнає хімічних перетворень на електроді при пропусканні одиниці кількості електрики за умови, що вся пропущена електрика витрачається лише на перетворення даної речовини. Вимірюється в кг/Кл.
Згідно з першим законом Фарадея, маса речовини m, що бере участь в електродному процесі, пропорційна до кількості пропущеної електрики Q (m = k·Q), тож електрохімічний еквівалент чисельно дорівнює коефіцієнту k в цьому законі. Його обчислюють за формулою:
E.е. = Δq · M / F,
де F — стала Фарадея, M — молярна маса сполуки, Δq — число електронів, необхідне на перетворення одної формульної одиниці сполуки.
Коефіцієнт k називають молярною масою (електрохімічних) еквівалентів речовини і обчислюють як звичайну молярну масу еквівалентів: діленням молярної маси речовини на число електронів, якими зумовлене хімічне перетворення формульної одиниці цієї речовини на одному з електродів.